# Nacionalni olimpijski odbor
Nacionalni olimpijski odbor (engleski: National Olympic Committee, skraćeno NOO ili NOC) krovna je organizacija olimpijskog športa u nekoj državi. Svaka država koja nastupa na Olimpijskim igrama, mora svoj nacionalni olimpijski odbor imati za člana Međunarodnog olimpijskog odbora (MOO-a). Nacionalni olimpijski odbor najviši je športski savez, odbor ili organizacija pod čijim nadzorom i poticajima djeluje ostala športska društva i savezi.
Međunarodni olimpijski odbor dosad je priznao 206 olimpijskih odbora, a njih 8 priznali su samo kontinentalni odbori. Neke nepriznate ili dijelom neovisne zemlje nemaju svoj olimpijski odbor, pa se natječu pod zastavama drugih odbora.

## Ogranci MOO-a po kontinentima
Međunarodni olimpijski odbor ima za svaki kontinent jedan ogranak u kojem su skupljeni svi savezi država na tom kontinentu.
| Kontinent   | Kontinent                           | Ogranak MOO-a                                   | Broj NOO-a         | Najstariji NOO                                                      | Najmlađi NOO        |
| ----------- | ----------------------------------- | ----------------------------------------------- | ------------------ | ------------------------------------------------------------------- | ------------------- |
|             | ██ Afrika                           | Zajednica Nacionalnih olimpijskih odbora Afrike | 54                 | Egipat (1910.)                                                      | Južni Sudan (2015.) |
| ██ Amerike  | Panamerićki športski savez          | 41                                              | SAD (1894.)        | Dominika (1993.) Sv. Kristofor i Nevis (1993.) Sveta Lucija (1993.) |                     |
| ██ Azija    | Azijski olimpijski odbor            | 44                                              | Japan (1912.)      | Istočni Timor (2003.)                                               |                     |
| ██ Europa   | Europski olimpijski odbor           | 50                                              | Franuska (1894.)   | Kosovo (2014.)                                                      |                     |
| ██ Oceanija | Oceania National Olympic Committees | 17                                              | Australija (1895.) | Tuvalu (2007.)                                                      |                     |

## Vanjske poveznice
- www.acnolympic.org (engl.)